# BOSアクションユニティ
BOSアクションユニティ (BOS Action Unity) は、日本のアクションチーム。BOSスタントチーム、アクションチームBOSとの表記もある。株式会社B.O.S-Entertainmentのアクション部である。BOSはBuilt On Some-wishの略。

## 概要
岩上弘数がレッド・アクション・クラブを退団した2004年に、山下純などと共同で設立した。2007年5月からオーストラリア・シドニーを中心に活動し、オリジナルキャラクター「レスキューフォース」のライブショーを行っていた。
2008年にパワーレンジャーシリーズへ参加するため、ニュージーランドへ拠点を移す。同作の撮影が休止した2009年5月に日本でも活動し、BOSアクションユニティと、アクションスクール・スタジオBOSを設立した。2015年には株式会社B.O.S-Entertainmentを設立した。
カリフォルニア州ロサンゼルスに支部がある。スタント以外では造形部ACE/BOXがある。

## 所属タレント
アクション監督、アクションコーディネーター、ワイヤーコーディネーター
- 岩上弘数 - 代表取締役社長
- 下川真矢
- 和田三四郎
- 中山甲斐
- 坂井良平
- 松岡航平

アクションメンバー
- 古屋貴士
- 金山拓矢
- 鈴木大樹
- 山口真弥
- 髙嵜百花
- 原隆太
- 佐伯啓
- 佐藤丈
- 安川桃香
- 本田光騎
- 堀田慶斗
- 中川和貴
- 河津香賀美
- 兵藤結也
- 渡邊海斗
- 大内田将樹
- 熊本敬介
- 久松宥希
- 橋渡竜馬
- 清水林太郎
- 川上そら
- 池澤知己
- 上之薗将樹
- 大塚敦子
- 國井舞姫
- 中村粋

出典：B.O.S Actin Unity メンバー紹介

## 過去の所属者
- 秋山智彦
- 稲野純也
- 大隈厚志 - 現：スタジオビースト代表。
- 門脇亨
- 霜田元
- 白尾聡洋
- 砂押裕美
- 武井砂人
- 谷村祐司 - 現：Arts代表取締役。
- 辻将太 - カナダで活動。
- 寺田涼夏
- 羽賀亮洋 - アメリカ合衆国で活動。
- 藤田房代
- 北条啓子
- 本多翼
- 三村幸司
- 山口拓巳
- 渡辺佳幸 - 現：スペシャルイベント代表。

## 参加作品
2009年
- 劇場版 仮面ライダーディケイド オールライダー対大ショッカー ※BOS名義

2012年
- 仮面ライダー×スーパー戦隊 スーパーヒーロー大戦 ※BOS名義

2013年
- 仮面ライダー×スーパー戦隊×宇宙刑事 スーパーヒーロー大戦Z ※BOSアクションユニティ名義

2017年
- 獣電戦隊キョウリュウジャーブレイブ

2019年
- 4週連続スペシャル スーパー戦隊最強バトル!!

2022年
- 機界戦隊ゼンカイジャーVSキラメイジャーVSセンパイジャー

2024年
- ウイングマン

## 書籍
- アクションポーズ集 正義のヒーローになる！（2012年、パイインターナショナル、ISBN 978-4-75-624220-4）

## スタジオBOS
B.O.S-Entertainmentのスタジオ部が運営しているアクションスクールスタジオ。チームの練習用スタジオを利用し、一般向けのアクション教室を2010年から開講している。
日本で初めてエクストリームマーシャルアーツの教室を始め、日本エクストリームマーシャルアーツ協会関東支部の拠点となっている。

### 講師
- 岩上弘数
- 白尾聡洋
- 下川真矢
- 砂押裕美
- 杉口秀樹
- 村山邦彦
- 神戸豊